# Cynops chenggongensis
Cynops chenggongensis är en groddjursart som beskrevs av Zhi-Tong Kou och Ji Chun Xing 1983. Cynops chenggongensis ingår i släktet Cynops och familjen vattensalamandrar. IUCN kategoriserar arten globalt som otillräckligt studerad. Inga underarter finns listade i Catalogue of Life.